# Једрене (вилајет)
Једренски вилајет (тур. Edirne ili) је најзападнији вилајет Турске, налази се у Источној Тракији дуж грчке и бугарске границе. Богатство, популација и важност града повећали су се пошто је Једрене проглашено за престоницу Османског царства.
Вилајет је добио име по главном граду, Једрену.
Вилајет захвата површину од 6.279 km², на којој живи 390.428 становника. Густина насељености износи 62,2 ст./km².

## Окрузи
Едирнски вилајет је подељен на 9 округа (главни град је подебљан):
- Једрене
- Енез
- Хавса
- Ипсала
- Кешан
- Лалапаша
- Мерич
- Сулоглу
- Узункопру